# Schloss Taxinge

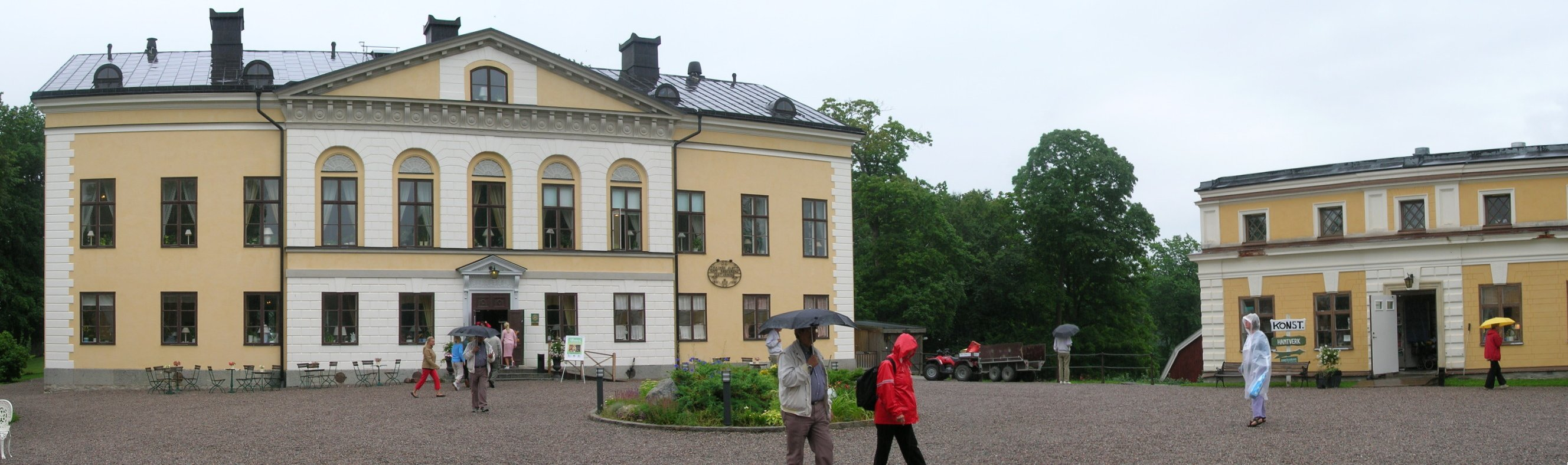
Schloss Taxinge, Frontansicht mit freistehendem Seitenflügel.

Schloss Taxinge (auch: Schloss Taxinge-Näsby) liegt in der schwedischen Gemeinde Nykvarn, die zur Provinz Stockholms län und zur historischen Provinz Södermanlands län gehört. Es befindet sich auf einer Landzunge, die in den See Mälaren ragt. Das Gebäude in zwei Etagen wurde zwischen 1807 und 1813 durch den Bergbaurat Anders von Wahrendorff nach Plänen des Architekten Carl Christoffer Gjörwell errichtet. Die freistehenden Seitenflügel sind etwas älter. Der weitläufige Park sowie das Gewächshaus und mehrere Lusthäuser, darunter ein chinesischer Pavillon, sind hauptsächlich von Wahrendorffs Werke.
Die erste Erwähnung des Gutes erfolgte in einer Urkunde von 1281, in der König Magnus Ladulås bezeugte, dass sein Bruder Herzog Erik Land an die Domkirche in Strängnäs gespendet hatte. 1481 wurde Gut Taxinge ein Außenposten des Schlosses Gripsholm, das zu dieser Zeit Sten Sture d. Ä. gehörte. Danach war es lange ein Gut der Krone. Erst 1681 wurde Gut Taxinge durch den Hauptmann Johan von Westphal aus dem königlichen Besitz gelöst und 1685 zum sogenannten Frälsegut umgewandelt (steuerbefreites Gut als Entschädigung für geleistete Kriegsdienste). 1755 kaufte der Großhändler Gustav Kierman Gut Taxinge, der es seinem Schwager General Johan Didrik Duvall überließ.
Der Schlossbauer Anders von Wahrendorff kaufte Taxinge 1795. Nachdem dessen Sohn, Hofmarschall Martin von Wahrendorff, das Schloss übernommen hatte, wechselte es durch Erbschaft und Heirat zwischen verschiedenen Adelsfamilien. Kurz bevor das Schloss 1923 von der Handelsbank gekauft wurde, gehörte es Leutnant Graf Knut Arvid Posse, ein Verwandter des Ministerpräsidenten Graf Arvid Posse. Die Bank verkaufte Schloss Taxinge 1928 an den Pferdezüchter Ernst Sjögren, nach dessen Tod 1969 es von der Gemeinde Södertälje übernommen wurde, bevor es 1999 an die Gemeinde Nykvarn ging.
Der Schwager von Anders von Wahrendorff, der Industrielle Holterman aus dem Ort Forsby in der Gemeinde Österåker, hatte in seinem Testament von 1826 bestimmt, dass seine Kunstsammlung nach seinem Ableben nach Schloss Taxinge geschafft werden sollte, was auch geschah.
Heute werden im Schloss Konferenzen abgehalten und es gibt ein Restaurant sowie ein Café, das überregional für seine große Auswahl an Torten und Kuchen bekannt ist.
Auf Schloss Taxinge wurde der Film Schreie und Flüstern von Ingmar Bergman eingespielt, der 1973 Premiere hatte.

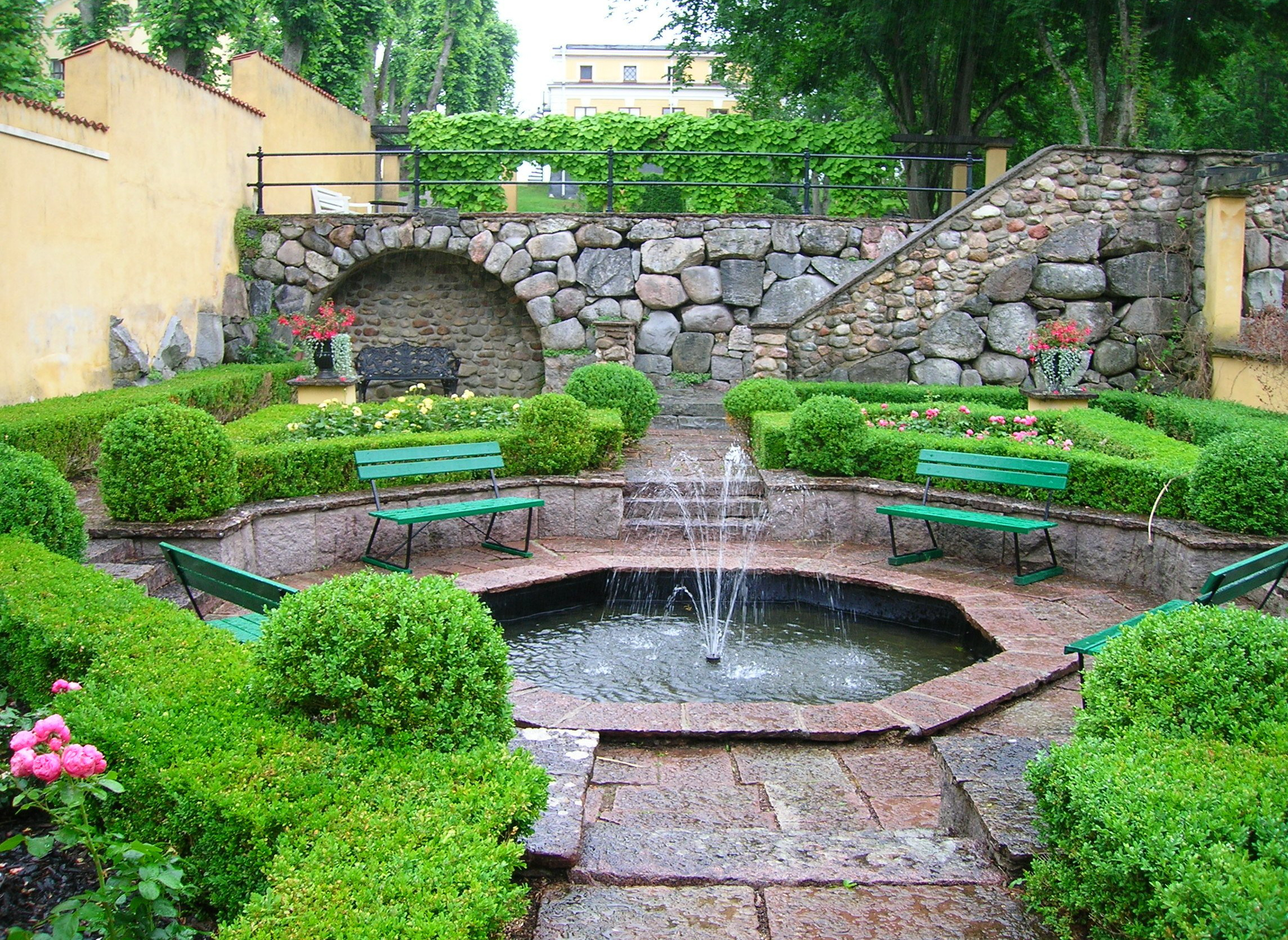
Der italienische Park südlich des Schlosses
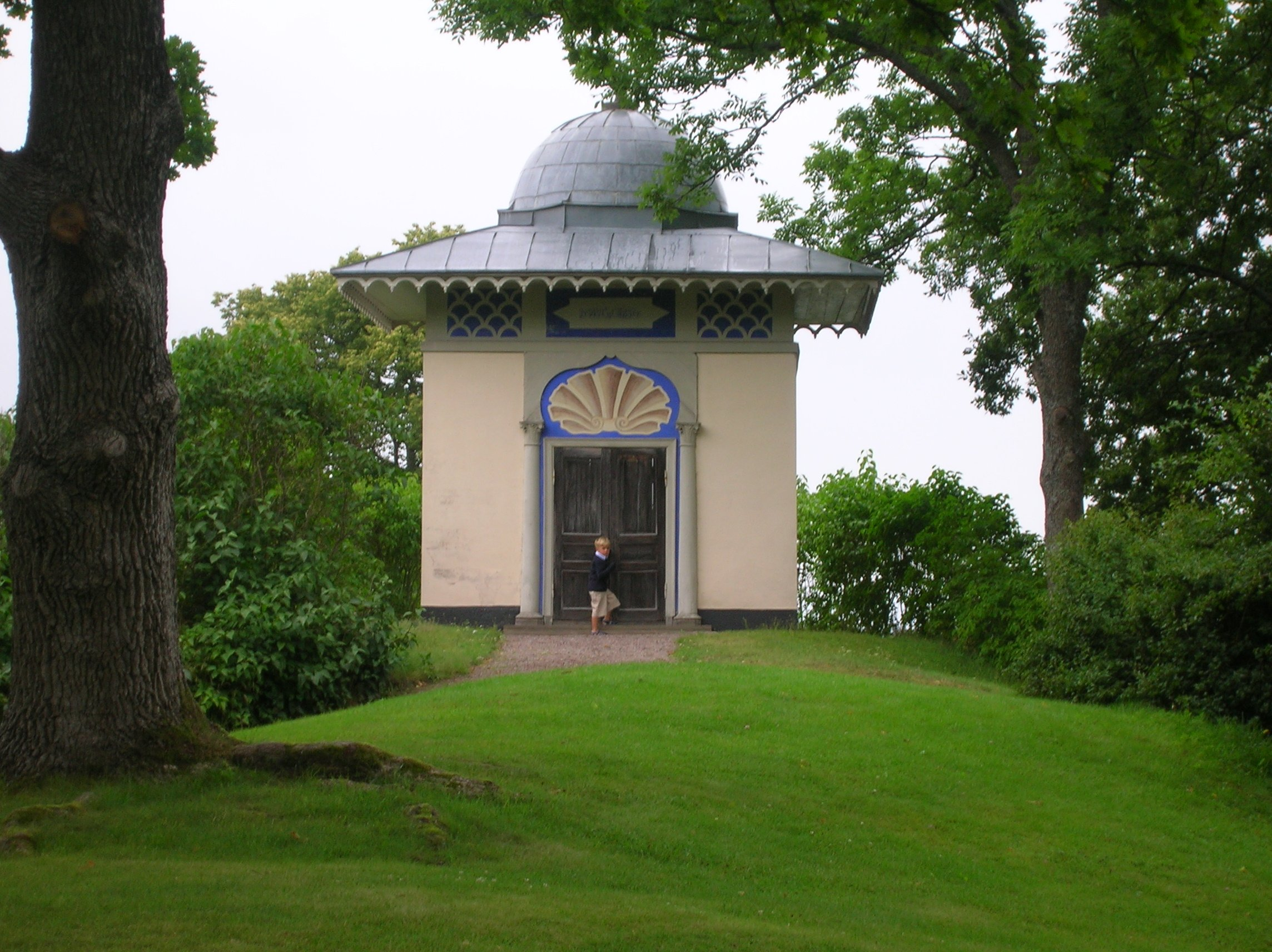
Der türkische Kiosk, erbaut 1857

## Weblink
- Schloss Taxinge (schwedisch)

Koordinaten: 59° 14′ 49″ N, 17° 18′ 33″ O